# Donne bretoni
Donne brètoni è un dipinto ad acquerello (47,5x62 cm) realizzato nel 1888 dal pittore Vincent van Gogh. È conservato nella Galleria d'arte moderna di Milano.

## Descrizione

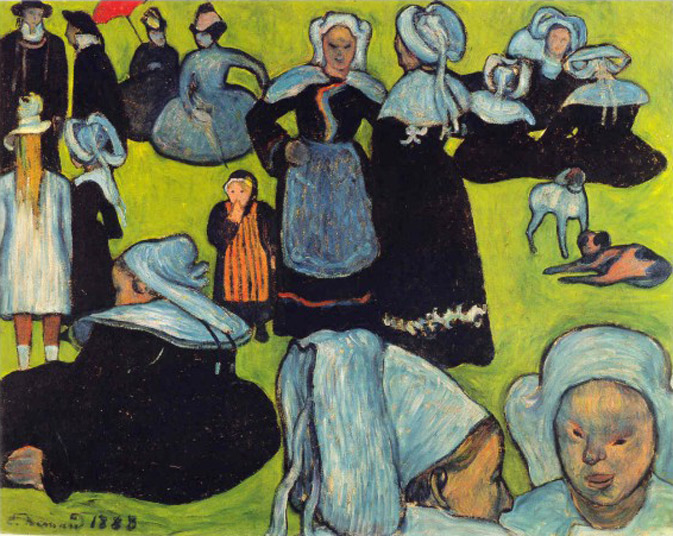
Donne bretoni sul prato, Émile Bernard, Agosto 1888, Musée d'Orsay

Il dipinto è una copia di un lavoro di Émile Bernard, guida del Sintetismo, che fu amico sia di Van Gogh che di Paul Gauguin. L'influsso di Bernard e delle sue teorie si nota nella linea di contorno accentuata, nelle campiture piatte e nei dettagli ridotti all'essenziale.
L'artista lasciò presto questo genere di pittura, perché contrario alle astrazioni: secondo il Sintetismo, infatti, il modo migliore per dipingere era basarsi sul ricordo e sulle idee, rifiutando la copia dal vero. Van Gogh, invece, preferiva ispirarsi direttamente alla natura e restare fedele al modello vivente. In una lettera a Bernard, esprime in modo brusco le sue opinioni: nonostante ciò, l'amico lo sosterrà e si prodigherà per far conoscere la sua opera.